# Communauté de communes des Hauts de Flandre
La communauté de communes des Hauts de Flandre (CCHF) est une communauté de communes française, située dans le département du Nord et la région Hauts-de-France, arrondissement de Dunkerque.

## Historique
Dans le cadre de la mise en œuvre de la réforme des collectivités territoriales françaises (2008-2012), le schéma départemental de coopération intercommunale du Nord a prévu la fusion de cinq communautés de communes :

- la communauté de communes du canton de Bergues ;

- la communauté de communes de Flandre (à l’exception de Ghyvelde, qui rejoint la communauté urbaine de Dunkerque afin de mettre fin à la discontinuité territoriale de Dunkerque Grand Littoral Communauté Urbaine (CUD) avec les communes de Zuydcoote et Bray-Dunes) ;

- la communauté de communes de la Colme ;

- la communauté de communes de l'Yser ;

- la communauté de communes du Pays de Cassel, 

afin de constituer une communauté de communes unique dans l’arrière-pays de l’agglomération dunkerquoise, sur des bassins de vie et d’emploi complémentaires, rassemblées autour des unités urbaines, de Watten, Bergues, Hondschoote, Wormhout et Cassel. Cette proposition, massivement rejetée par les conseils municipaux, n'aboutit pas, le Pays de Cassel se tournant vers la communauté de communes du Pays des Géants, la communauté de communes de l'Houtland, la communauté de communes de la Voie romaine, la communauté de communes Monts de Flandre - Plaine de la Lys et la Communauté de communes rurales des Monts de Flandre, dont la fusion créent la communauté de communes de Flandre intérieure.
La communauté de communes des Hauts de Flandre est ainsi créée par la fusion des quatre premières intercommunalités, par un arrêté préfectoral du 31 décembre 2013
La commune des Moeres (qui souhaitait rejoindre la communauté urbaine de Dunkerque) est devenue le 1er janvier 2016, une commune déléguée de la commune nouvelle de Ghyvelde,membre de la communauté urbaine de Dunkerque, entraînant le départ des Moeres de la CCHF.

## Territoire communautaire

### Géographie

La CCHF dans le département

- La CCHF dans le département

### Composition
En 2023, la communauté de communes est composée des 40 communes suivantes :

| Nom                 | Code Insee | Gentilé               | Superficie (km2) | Population (dernière pop. légale) | Densité (hab./km2) |
| ------------------- | ---------- | --------------------- | ---------------- | --------------------------------- | ------------------ |
| Bergues (siège)     | 59067      | Berguois              | 1,32             | 3 543 (2022)                      | 2 684              |
| Bambecque           | 59046      | Bambecquois           | 11,81            | 842 (2022)                        | 71                 |
| Bierne              | 59082      | Biernois              | 11,04            | 1 744 (2022)                      | 158                |
| Bissezeele          | 59083      | Bissezeelois          | 3,57             | 242 (2022)                        | 68                 |
| Bollezeele          | 59089      | Bollezeelois          | 17,54            | 1 425 (2022)                      | 81                 |
| Brouckerque         | 59110      | Brouckerquois         | 11,91            | 1 454 (2022)                      | 122                |
| Broxeele            | 59111      | Broxeelois            | 3,77             | 411 (2022)                        | 109                |
| Cappelle-Brouck     | 59130      | Cappellebrouckois     | 17,55            | 1 157 (2022)                      | 66                 |
| Crochte             | 59162      | Crochtois             | 7,83             | 658 (2022)                        | 84                 |
| Drincham            | 59182      | Drinchamois           | 3,38             | 282 (2022)                        | 83                 |
| Eringhem            | 59200      | Eringhémois           | 11,53            | 469 (2022)                        | 41                 |
| Esquelbecq          | 59210      | Esquelbecquois        | 12,7             | 2 143 (2022)                      | 169                |
| Herzeele            | 59305      | Herzeelois            | 17,17            | 1 627 (2022)                      | 95                 |
| Holque              | 59307      | Holquois              | 3,81             | 855 (2022)                        | 224                |
| Hondschoote         | 59309      | Hondschootois         | 23,66            | 4 010 (2022)                      | 169                |
| Hoymille            | 59319      | Hoymillois            | 5,53             | 3 206 (2022)                      | 580                |
| Killem              | 59326      | Killemois             | 11,99            | 1 172 (2022)                      | 98                 |
| Lederzeele          | 59337      | Lederzeelois          | 8,64             | 705 (2022)                        | 82                 |
| Ledringhem          | 59338      | Ledringhemois         | 7,01             | 618 (2022)                        | 88                 |
| Looberghe           | 59358      | Looberghois           | 19,55            | 1 217 (2022)                      | 62                 |
| Merckeghem          | 59397      | Merckeghemois         | 10,73            | 609 (2022)                        | 57                 |
| Millam              | 59402      | Millamois             | 12,44            | 843 (2022)                        | 68                 |
| Nieurlet            | 59433      | Nieurletois           | 10,25            | 906 (2022)                        | 88                 |
| Oost-Cappel         | 59448      | Oost-Cappelois        | 3,99             | 468 (2022)                        | 117                |
| Pitgam              | 59463      | Pitgamois             | 23,37            | 992 (2022)                        | 42                 |
| Quaëdypre           | 59478      | Quaëdyprois           | 18,7             | 1 122 (2022)                      | 60                 |
| Rexpoëde            | 59499      | Rexpoëdois            | 13,37            | 1 984 (2022)                      | 148                |
| Saint-Momelin       | 59538      | Saint-Momelinois      | 6                | 420 (2022)                        | 70                 |
| Saint-Pierre-Brouck | 59539      | Saint-Pierrebrouckois | 8,86             | 983 (2022)                        | 111                |
| Socx                | 59570      | Socxois               | 8                | 873 (2022)                        | 109                |
| Steene              | 59579      | Steenois              | 10,28            | 1 385 (2022)                      | 135                |
| Uxem                | 59605      | Uxemois               | 8,27             | 1 524 (2022)                      | 184                |
| Volckerinckhove     | 59628      | Volckerinckhovois     | 9,88             | 567 (2022)                        | 57                 |
| Warhem              | 59641      | Warhemois             | 27,84            | 2 035 (2022)                      | 73                 |
| Watten              | 59647      | Wattenais             | 7,32             | 2 567 (2022)                      | 351                |
| West-Cappel         | 59657      | West-Cappelois        | 7,57             | 640 (2022)                        | 85                 |
| Wormhout            | 59663      | Wormhoutois           | 27,41            | 5 645 (2022)                      | 206                |
| Wulverdinghe        | 59664      | Wulverdinghois        | 2,92             | 332 (2022)                        | 114                |
| Wylder              | 59665      | Wylderois             | 2,55             | 301 (2022)                        | 118                |
| Zegerscappel        | 59666      | Zegerscappelois       | 17,4             | 1 549 (2022)                      | 89                 |

### Démographie
| 1968   | 1975   | 1982   | 1990   | 1999   | 2009   | 2014   | 2020   |
| ------ | ------ | ------ | ------ | ------ | ------ | ------ | ------ |
| 37 809 | 41 355 | 47 335 | 49 076 | 49 320 | 51 906 | 53 267 | 53 616 |

## Organisation

### Siège
Le siège de la communauté de communes est à Bergues, 468 rue de la Couronne de Bierne.

### Élus
La communauté de communes est administrée par son conseil communautaire, composé pour la mandature 2320-2026 de 71 conseillers municipaux représentant les 40 communes membres et répartis proportionnellement à leur population.

Au terme des élections municipales de 2020 dans le Nord, le conseil communautaire renouvelé du 16 juillet 2020a réélu son président, André Figoureux, maire de de West-Cappel, et désigné ses 15 vice-présidents, qui sont, en 2024, : 
1. Paul Janssen, adjoint d'Eringhem, chargée de l'administration générale, des affaires juridiques, des ressources humaines et de la commande publique
2. Michel Decool, maire de Cappelle-Brouck, chargé de la vidéo-protection, de la fourrière animalière, des bâtiments, des services techniques ;
3. Stéphanie Porreye, maire d’Oost-Cappel, chargé de l’action sociale, et de la santé ;
4. Bruno Brongniart, maire de Rexpoëde, chargée du sport, du développement territorial et durable et du centre aquatique intercommunal
5. Michèle Pouleyn, maire-adjointe d'Hondschoote, chargée de la petite enfance, de l’enfance et de la jeunesse ;
6. Pierre Marle, maire de Bollezeele, chargé de l’aménagement du territoire, de l’urbanisme, du plan local de l’habitat ;
7. Paul-Loup Tronquoy, maire de Bergues, chargé des finances, du budget, de la fiscalité, et du pacte fiscal ;
8. Claudine Delassus, maire de Bissezeele, chargée de l’agriculture, de l’environnement, des paysages ruraux, de la Karyole Feest et du  plan alimentaire territorial (PAT)
9. Christian Delassus, maire de Ledringhem, chargé de la problématique des inondations (GEMAPI), de la gestion des eaux pluviales et de l’hydraulique ;
10. Daniel Deschodt, maire de Watten, chargé de la culture, de l’école de musique intercommunale, et de l’insertion ;
11. Patrick Lescornez, maire-adjoint de Hoymille, chargé de la voirie ;
12. Grégoire Franck, maire de Bambecque, chargé de l’assainissement, de l’eau potable et de la voirie ;
13. Vincent Colaert, maire-adjoint de Zegerscappel,  chargé de la commande publique, du développement numérique, des nouvelles techniques de l’information et de la communication.
14. Florence Dehondt, maire-adjointe de Wormhout, chargé du tourisme, des projets européens et de la coopération professionnelle
15. Laëtitia Defever, chargé du développement économique en lien avec le président et de l'insertion professionnelle

Le bureau communautaire est constitué du président, des vice-présidents et des maires des 40 communes. Il débat des grandes orientations de l'intercommunalité dans le cadre de ses compétences et prépare les décisions du conseil communautaire.

### Liste des présidents
| Période      | Période                    | Identité        | Étiquette | Qualité |
| ------------ | -------------------------- | --------------- | --------- | --- |
| janvier 2014 | avril 2014                 | René Kerckhove  | PS        | Maire de Wormhout (1995 → 2014) |
| avril 2014   | En cours (au 27 juin 2023) | André Figoureux | LR        | Maire de West-Cappel (1977 → ) Conseiller général de Bergues (2011 → 2015), Président de la CC du canton de Bergues (2001 → 2013), Conseiller régional des Hauts-de-France (2016 → ) Réélu pour le mandat 2020-2026 |

### Compétences
L'intercommunalité exerce les compétences qui lui ont été transférées par les communes membres, dans les conditions définies par le code général des collectivités territoriales. Il s'agit de :
- Compétences obligatoires
  - L’aménagement de l’espace pour la conduite d’actions d’intérêt communautaire ;
  - Schéma de cohérence territoriale (SCOT) et schéma de secteur ;
  - Plan local d’urbanisme intercommunal, document d’urbanisme tenant lieu et carte communale ;
  - Actions de développement économique : zones d’activité, politique locale de commerce et soutien aux activités commerciales d’intérêt communautaire, promotion du tourisme dont la création d’offices de tourisme ;
  - Gestion des milieux aquatiques et prévention des inondations (GEMAPI) ;
  - Aires d'accueil des gens du voyage ;
  - Collecte et traitement des déchets des ménages et déchets assimilés (adhésion au syndicat intercommunal de ramassage des ordures ménagères).
  - Assainissement

- Compétences optionnelles
  - Protection et mise en valeur de l’environnement - soutien aux actions de maîtrise de la demande d'énergie
  - La politique du logement et du cadre de vie
  - La voirie.
  - Les équipements culturels et sportifs d’intérêt communautaire et les équipements de l'enseignement pré-élémentaire et élémentaire d'intérêt communautaire
  - L’action sociale (soutien aux actions d’insertion, portage de repas à domicile, soutien aux associations qui œuvrent dans le domaine gérontologique et dont le champ d’action est situé sur tout ou partie du territoire de la CCHF).
  - Maisons de services au public

- Compétences facultatives
  - Politique sociale et socioculturelle - services à la personne - activités culturelles et de loisirs ;
  - Fourrière animale intercommunale
  - Soutien ponctuel contre la désertification médicale
  - Soutien à l'apprentissage de la natation à destination des scolaires des écoles élémentaires publiques et privées situées sur le territoire de la CCHF
  - Soutien aux schémas existants de portage des outils de planification en matière de gestion de l'eau (commissions locales de l'eau, schéma directeur d'aménagement et de gestion des eaux (SDAGE), schéma d'aménagement et de gestion des eaux (SAGE)
  - Usages numériques / Nouvelles technologies de l'information et de la communication (NTIC) en matière de numérique éducatif concernant les écoles du 1er degré (espace numérique de travail)

### Régime fiscal et budget
La Communauté de communes est un établissement public de coopération intercommunale à fiscalité propre.
Afin de financer l'exercice de ses compétences, l'intercommunalité perçoit la fiscalité professionnelle unique (FPU) – qui a succédé à la taxe professionnelle unique (TPU) – et assure une péréquation de ressources entre les communes résidentielles et celles dotées de zones d'activité.
Elle perçoit également une bonification de la dotation globale de fonctionnement (DGF).

### Effectifs
Afin d'assurer la mise en œuvre de ses compétences, la CCHF employait au 31 décembre 2016, 160 agents dont 74 à temps complet.

## Projets et réalisations
Conformément aux dispositions légales, une communauté de communes a pour objet d'associer des « communes au sein d'un espace de solidarité, en vue de l'élaboration d'un projet commun de développement et d'aménagement de l'espace ».